# Sabrina van der Sloot
Sabrina van der Sloot (Gouda, 16 maart 1991) is een Nederlandse waterpolospeelster. Van der Sloot speelt sinds 2020 voor CN Sabadell in Spanje. Eerder kwam ze uit voor GZC Donk in Gouda, Szentesi VK in Hongarije. UVSE in Hongarije, AS Orizzonte Catania in Italië en UZSC in Utrecht. Vanwege haar prestaties in het seizoen 2009-2010 werd Van der Sloot uitgeroepen tot Talent van het Jaar. Met GZC Donk veroverde ze in het seizoen 2010-2011 zowel de KNZB Beker als het Nederlands kampioenschap. 
Na de Olympische Spelen van Peking wist Van der Sloot zich in het Nederlands team te spelen. Bij het EK Zagreb (Kroatië) veroverde het Nederlands team de bronzen medaille. Tijdens de Wereldkampioenschappen in Shanghai (China) eindigde het Nederlands team op de zevende plaats. Tijdens de Europese Kampioenschappen in Eindhoven kwam het team niet verder dan een zesde plaats.

## Palmares

### Clubniveau

#### GZC Donk
- Nederlands kampioenschap waterpolo Dames: 2010-2011
- KNZB Beker: 2010-2011

### Nederlands team
- 2007: 4e EJK Chania (Griekenland)
- 2007: 7e WJK Porto (Portugal)
- 2008: 4e EJK Gyor (Hongarije)
- 2008: 5e EJK Chania (Griekenland)
- 2009:  EJK Napels (Italie)
- 2009:  WJK Khanty-Mansiysk (Rusland)
- 2009: 5e WK Rome  (Italië)
- 2010:  EK Zagreb (Kroatië)
- 2011: 7e WK Shanghai  (China)
- 2012: 6e EK Eindhoven (Nederland)
- 2013: 7e WK Barcelona (Spanje)
- 2014:  EK Boedapest (Hongarije)
- 2015:  WK Kazan (Rusland)
- 2016:  EK Belgrado (Servië)
- 2018:  EK Barcelona (Spanje)
- 2022:  WK Boedapest (Hongarije)
- 2023:  WK Japan
- 2024:  EK Eindhoven (Nederland)
- 2024: 5e WK Doha (Qatar)
- 2024:  Olympische Spelen

### Individuele prijzen
- ManMeer! Talent van het Jaar - 2010
- Beste waterpoloster van de wereld in 2018, volgens het Amerikaanse magazine "Swimming world"